# Gare de Saint-Servais
La gare de Saint-Servais était une gare ferroviaire belge, réservée aux marchandises, de la ligne 142A, de Namur à Saint-Servais (raccordement à la ligne 142, Namur-Tirlemont), située dans le quartier Namurois de Saint-Servais, en Région wallonne, dans la province de Namur. Mise en service en 1890 par les Chemins de fer de l'État belge et fermée en 1980, elle fut démolie pour faire place au Hall Octave Henry qui en occupe le site.

## Situation ferroviaire
La gare de Saint-Servais constitue le point kilométrique (PK) 2,2 de la ligne 142A, de Namur à Saint-Servais (fermée et démontée).

## Histoire
Le 15 mai 1869, la Compagnie du chemin de fer de Tamines à Landen met en service la section finale de Namur à Ramillies de l'actuelle ligne 142. Les négociations avec la Grande compagnie du Luxembourg quant au partage d'une courte section de la ligne Bruxelles-Namur ont retardé la fin des travaux. L’État belge rachète la ligne dès 1870-1871.
La gare de Saint-Servais est mise en service le 17 septembre 1890 par les Chemins de fer de l'État belge, lorsqu'ils ouvrent à l'exploitation une nouvelle ligne embranchée sur la ligne de Ramillies et Tirlemont. La gare doit servir à centraliser les échanges de marchandises avec les industries et carrières voisines, accessibles au moyen d'un raccordement passant sous le talus de la ligne principale. Il n'y aura jamais de trafic voyageurs sur cette ligne en impasse.
Elle est dotée d'un bâtiment de plan type 1893 qui se caractérise par une petite aile de quatre travées disposée à droite dont les fenêtres sont toutes de dimensions réduites en raison de l'absence de salle d'attente pour les voyageurs. 
À partir des années 1960, la ligne 142 perd ses trains de voyageurs et ferme par étapes. Le déclin finit par toucher aussi la ligne 142A qui ferme en 1980. Les rails de la gare marchandises sont démontés. Le dernier trafic sur la ligne 142 prend, lui, fin en 1988.

### Après la fermeture
Avant même la fermeture, le démolition du bâtiment a été décidée afin de disposer de terrains pour le Hall Octave Henry, construit en 1968, qui accueille désormais le Basket Namur-Capitale et Namur Volley. La « friche » ou se trouvait le reste des voies sert de parking.
Le souterrain du raccordement vers les carrières et usines sous le talus de la ligne 142 sert désormais d'extension au pont routier de la rue de l'industrie.